# Prospero Marefoschi

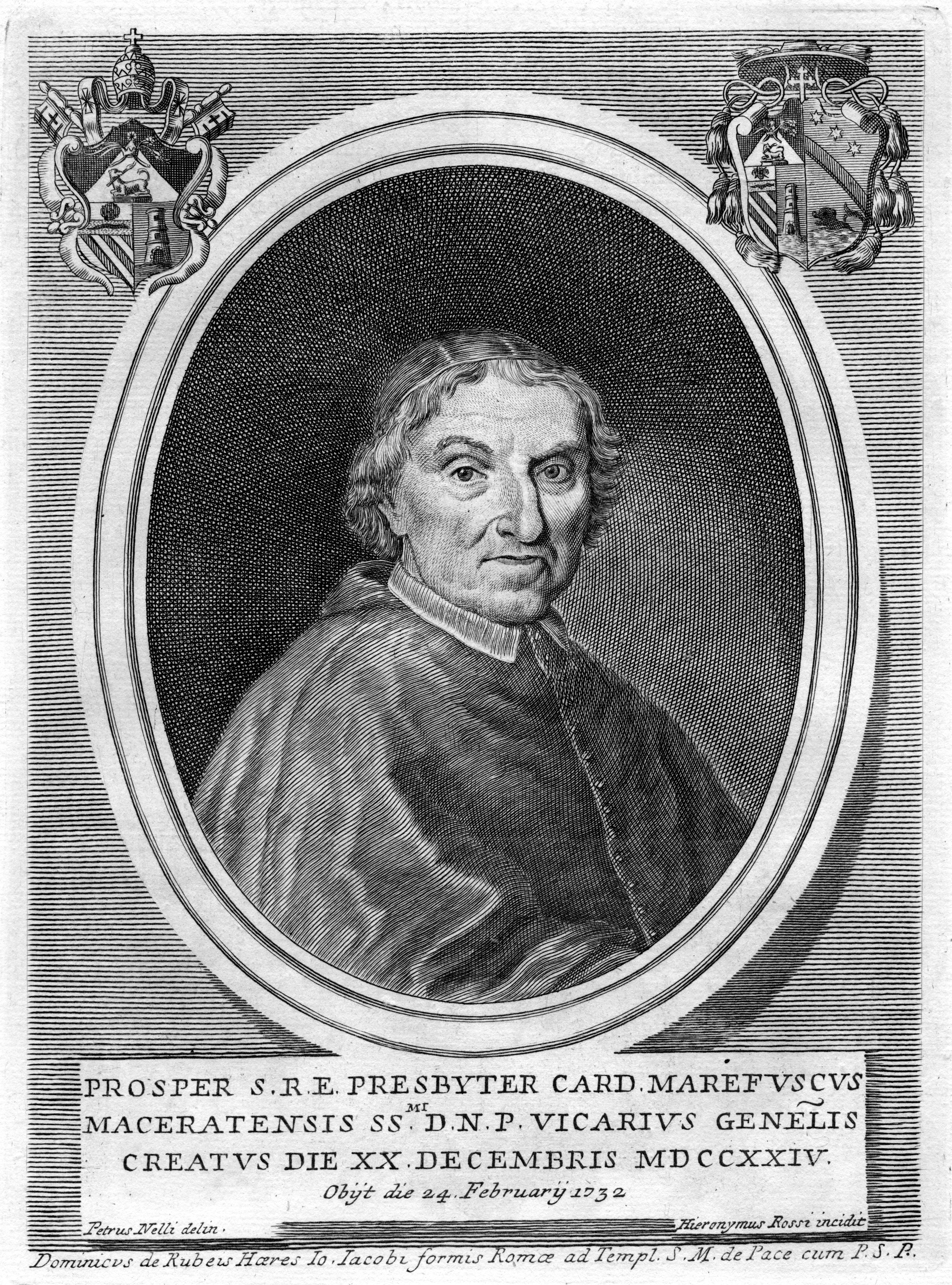
Prospero Kardinal Marefoschi (Stich von Girolamo Rossi, 17. Jh.)

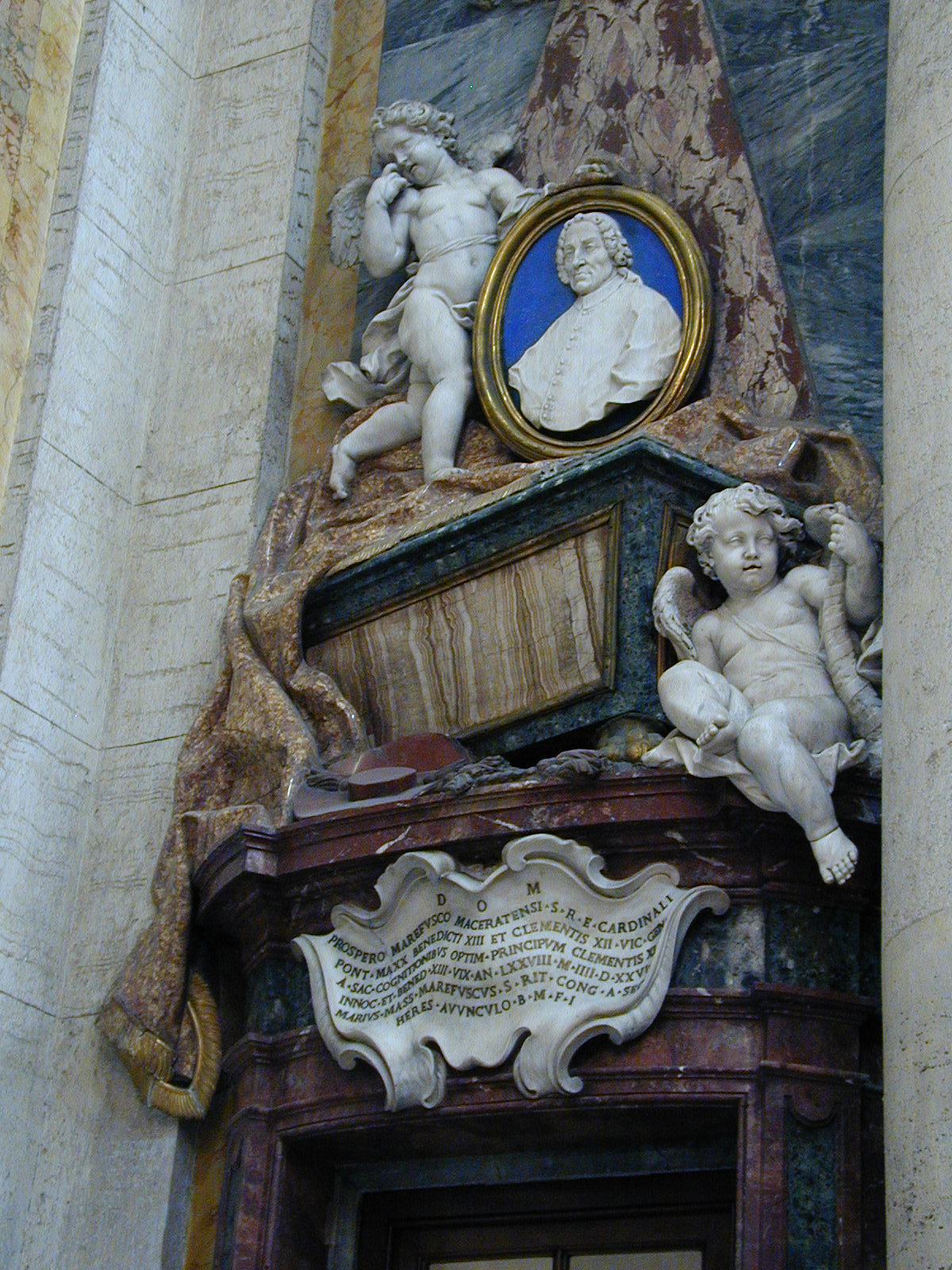
Epitaph für Kardinal Prospero Marefoschi in der Kirche San Salvatore in Lauro, Rom

Prospero Marefoschi (* 24. September 1653 in Monte Santo della Marca; † 24. Februar 1732 in Rom) war ein italienischer Kardinal an der Römischen Kurie.

## Leben
Prospero war das jüngste der vier Kinder von Camillo Marefoschi und dessen Ehefrau Speranza Guarnieri. Zwei seiner Neffen, Raniero Felice Simonetti und Mario Compagnoni Marefoschi, wurden später ebenfalls Kardinäle. Prospero Marefoschi studierte an der Universität in Fermo, wo er am 29. April 1674 den akademischen Grad eines Doctor iuris utriusque erlangte. Danach zog er nach Rom und ließ sich dort als Rechtsanwalt nieder. Ab Ende 1695 war er bei den Gerichtshöfen der Apostolischen Signatur tätig. Kurz darauf wurde er zum Auditor des Kardinalkämmerers ernannt. Während des Pontifikates von Papst Clemens XI. war Prospero Marefoschi Sekretär der Kongregation für die Güterverwaltung sowie Kanoniker der Vatikanbasilika. Ab dem Juli 1705 war er Sekretär der der Kongregation für die kirchliche Immunität. Prospero Marefoschi empfing am 21. Dezember 1709 die Diakonenweihe.
Am 1. Juni 1711 wurde Prospero Marefoschi zum Titularerzbischof von Cyrene ernannt. Die Bischofsweihe spendete ihm am 7. Juni desselben Jahres in der römischen Kirche Santo Spirito in Sassia Kardinal Fabrizio Paolucci; Mitkonsekratoren waren die Erzbischöfe Ferdinando Nuzzi und Domenico de Zaoli, vormals Bischof von Veroli. Zugleich mit ihm empfing der spätere Kardinal Giorgio Spinola die Bischofsweihe. Am 26. Januar 1712 wurde er zum Päpstlichen Thronassistenten und im Oktober desselben Jahres zum Uditore Santissimi ernannt. Der neugewählte Papst Innozenz XIII. bestätigte dies am 26. Mai 1721. Bereits am 3. Februar 1721 war Marefoschi zum Titularerzbistum Caesarea in Cappadocia transferiert worden. Wiederum bestätigte ihn Papst Benedikt XIII. als Uditore Santissimi.
Im Konsistorium vom 20. Dezember 1724 kreierte Benedikt XIII. Marefoschi zum Kardinal, worauf seine Ernennung zum Kardinalpriester folgte. Den roten Hut und die Titelkirche San Crisogono empfing Marefoschi am 29. Januar 1725. Bereits am 19. November desselben Jahres optierte er für die Titelkirche San Callisto. Prospero Marefoschi wurde am 13. Juni 1726 zum Generalvikar von Rom ernannt. Am 20. September 1728 optierte er zur Titelkirche San Silvestro in Capite. Er war Teilnehmer am Konklave 1730, aus dem Clemens XII. als Papst hervorging.
Prospero Marefoschi starb am 24. Februar 1732 gegen 6 Uhr morgens in Rom und wurde in der dortigen Kirche San Salvatore in Lauro beigesetzt, wo eine Inschrift über der Tür der Sakristei an ihn erinnerte.